# Gruta do Cabeço do Canto
A Gruta do Cabeço do Canto é uma gruta portuguesa localizada na fregusia do Capelo, concelho da Horta, ilha do Faial, arquipélago dos Açores.
Esta formação geológica que apresenta uma geomorfologia vulcânica do tipo Tubo de lava tem 18.7 m de comprimento por 7.5 m de largura máxima e 5.1. de altura máxima. Esta gruta encontra-se como área classificada como Rede Natura 2000.

## Espécies observáveis
- Cixius cavazoricus Homoptera Cixiidae